# Solanum fulgens
Solanum fulgens là loài thực vật có hoa trong họ Cà. Loài này được (J.F. Macbr.) Roe miêu tả khoa học đầu tiên năm 1972.